# Елиса Спиропали
Елиса Спиропали (алб. Elisa Spiropali; Тирана, 15. март 1983) албанска је политичарка. Од 2024. обавља функцију председнице Парламента Албаније. Била је лидерка организације Мјафт!

## Биографија
Рођена је 30. јула 1983. у Тирани. У родном граду је похађала гимназију, током које је добила стипендију организације United World Colleges као једна од пет најбољих ученика у Албанији. Образовање је наставила у Масачусетсу где је дипломирала 2005.
Удата је и има двоје деце.